# Муртазаев, Ислам Магомедович
Ислам Магомедович Муртазаев (13 апреля 1991, Дагестанская АССР, РСФСР, СССР) — российский кикбоксёр и тайбоксер, чемпиона и призёр чемпионата мира по тайскому боксу. Провёл один бой в смешанных единоборствах. 

## Спортивная карьера
15 октября 2009 года ему было присвоено звание мастер спорта России. В середине марта в Таиланде стал победителем на чемпионате мира среди любителей и профессионалов. 24 января 2020 года стало известно, что Муртазаев подписал контракт с лигой ONE Championship. 21 марта 2021 года в Ереване в первой бою по правилам смешанных единоборств победил иранца Али Резаэляна. 21 октября 2021 года в Малайзии Муртазаев проиграл молдаванину Русу в бою по правилам кикбоксинга на турнире One Championship 162. 3 декабря 2021 года в Сингапуре проиграл суринамцу Региану Эрселю в главном бою на ONE FC: Winter Warriors. 18 ноября 2022 года в Москве Ислам Муртазаев победил турку Ахмеда Килича в поединке «Бойцовского клуба РЕН ТВ».

## Достижения
- Кубок России по тайскому боксу 2015 — ;
- Кубок Европы по тайскому боксу 2015 — ;
- Чемпионат мира по тайскому боксу IFMA 2015 — ;
- Чемпионат мира по тайскому боксу WMF 2016 — ;
- Кубок России по тайскому боксу 2018 — ;

## Личная жизнь
По национальности — кумык.